# Фасберг
Фасберг (нім. Faßberg) — сільська громада в Німеччині, розташована в землі Нижня Саксонія. Входить до складу району Целле. 
Площа — 102 км2. Населення становить 6292 ос. (станом на 31 грудня 2021).